# Шей Світ
Ший Суіт (англ. Shay Sweet, нар. 22 вересня 1978, Форт-Верт, Техас, США) — американська порноакторка.

## Біографія
Народилася в 1978 році в Форт-Верті, штат Техас. У 18 переїхала з подругою Каті Голд в Каліфорнію, де незабаром почала танцювати. Її помітив Ед Пауерс, який зняв перший порнофільм з нею. Незабаром вона отримала премію на AVN Awards за «Кращу групову сексуальну сцену» і уклала ексклюзивний контракт з продюсерською компанією Sin City.
Знялася в понад 350 порнофільмах. З'являлася на обкладинках порножурналів, таких як Penthouse, Hustler і High Society.
Володіє баром в Техасі.

## Нагороди та номінації

### Нагороди
- 1998 AVN Awards краща групова сцена сексу, відео Gluteus to the Maximus[4]

### Номінації
- 2001 AVN Awards краща лесбійська сцена (фільм) – Private Openings (разом з Джиною Райдер)
- 2001 AVN Awards краща лесбійська сцена (фільм) – Watchers (разом з Катею Кін)[5]
- 2002 AVN Awards Mejor Performance de Tease – Love Shack (разом з Джезебелл Бонд)[6]

## Вибрана фільмографія
- Angels (2003)
- Clit lickers delight (2003)
- Briana loves Jenna (2003)
- Confessions (2001)
- A Midsummer's Night Cream (2000)
- Dirty Candy (1999)
- Girls Home Alone 2 (1998)
- Love Shack (1998)